# X
X, x بیست‌وچهارمین حرف از الفبای انگلیسی است. نام و نحوه تلفظ آن (اِکس) است.
آمریکایی‌ها به آن اکس می‌گویند.

## در نگارش فارسی

نحوه رسم حرف اِکس بزرگ X و اِکس کوچک x

در برخی نگارش‌ها این نویسه برای نمایش آوای /خ/ بکار برده شده‌است. به نمونه‌های زیر دقت کنید:
در الفبای روسی، برابر نویسه /خ/ به کار می‌رود. مانند хѣръ.
در الفبای ترکی آذربایجانی، برابر نویسه /خ/ به کار می‌رود. مانند خورتان Xortan (لولو).
در لاتین‌نویسی الفبای تاجیکی، برابر نویسه /خ/ به کار می‌رود. مانند مختری Moxteri (خودمختار).
در آوانگاری و برخی لاتین نویسی، برابر نویسه /خ/ در به‌کار می‌رود.
همچنین در الفبای آوانگاری بین‌المللی، نیز برای نمایش آوای /خ/ به کار می‌رود، مانند خاک: /xɒ:k/.

## کاربردها
در زبان عربی واژه شئ (به معنای چیز)، برای اشاره به مجهول استفاده می‌شود. پس از فتح اندلس توسط مسلمانان، این واژه در ترجمه به زبان اسپانیایی، با مشکلاتی مواجه بود چرا که صدای «ش» در این زبان وجود ندارد. همچنین مانند x-ray: پرتوی ناشناس.
همچنین گاهی حرف اکس X با ضربدر ✘ اشتباه گرفته می‌شود.

### ریاضیات
X در ریاضیات نماد یک چیز مجهول(مقداری که نداریم) را ایفا می‌کند. همچنین نماد چند برابر بودن نیز است. X بعد از اعداد به معنای چندبار یا چندبرابر است. برای مثال دوبرابر 2x نوشته می‌شود.
همچنین در اعداد رومی X معادل عدد ۱۰ است.
اغوز (نام جد ترکان)
X ریشه یا مخفف کلمه اغوز oguz است که در واقع از صداهای KZ درست شده است و استفاده از صداهای o و u در تلفظ آن جهت سهولت تلفظ انجام می شود این کلمه همچنین ریشه کلماتی همچون قزاق قرقیز قفقاز و حتی با تبدیل غ به ع ریشه کلمه عازری یا به اصطلاح امروزی آن آذری می باشد با تغییر ز به ر این کلمه بصورت GR ریشه اسامی اقوام ترک تبار چون باشقور (باش اغور) اویغور بولگار و هونگار و اوگر می باشد

### محل گنج
در بسیاری از مناطق، محل گنج را با X نشانه گذاری می‌کنند. همچنین معماران باستانی در دوره اشکانی و ساسانی، اغلب برای نشان دادن نقطه صفر مرزی (حدود دو کشور)؛ از نماد ضربدر X استفاده می‌کردند.

### رتبه‌بندی اکس
در برخی از وبگاه‌ها از X به علت رتبه‌بندی اکس (X rating) توسط سیستم درجه‌بندی فیلم‌ها توسط انجمن تصاویر متحرک آمریکا در گذشته، برای نشان دادن محتوای جنسی استفاده می‌شود. مانند: XHamster, XVideos و Xtube

### نامه
x در انتهای نامه‌ها به معنای بوس است.